# Serie marciana
La serie marciana es la segunda serie más extensa y famosa de Edgar Rice Burroughs, después de Tarzán. En ella se narran las aventuras de John Carter y otros varios guerreros y princesas en Barsoom (el Marte ficticio de Burroughs), que fue recreado con fauna y flora marciana, y ciudades y formas sociales propias.
La primera mención de Barsoom se incluyó en el título Under the Moons of Mars en 1912, publicado como novela en 1917 bajo el título Una princesa de Marte, diez secuelas le seguirían en los siguientes 30 años con un reparto más grande de personajes y más detalles.

## Personajes
- John Carter
- Dejah Thoris
- Tars Tarkas
- Thuvia of Ptarth
- Ras Thavas
- Tan Hadron
- Vor Daj
- Gahan of Gathol
- Carthoris
- Tara of Helium
- Llana of Gathol

## Medidas
| Unidad marciana     | Sistema internacional (Sistema inglés) |
| ------------------- | -------------------------------------- |
| 1 Sofad             | 0,2967 m (11,6811 plg)                 |
| 10 sofads = 1 Ad    | 2,97 m (9,7441 pies)                   |
| 200 ads = 1 Haad    | 594,07 m (0,3691 mi)                   |
| 100 haads = 1 karad | 59,407 km (36,9139 mi)                 |
| 2.709 haads         | 1609 m (1 mi)                          |
| 1.683 haads         | 1 km (0,6214 mi)                       |